# Boknesstrand
Boknesstrand (« plage de la rivière du père » en langue khoïkhoï et afrikaans) - anciennement appelé Jammerfontein - est un petit village balnéaire situé au bord de l'océan indien dans la province du Cap-Oriental en Afrique du Sud et géré par la municipalité locale de Ndlambe dans le district de Sarah Baartman.

## Localisation
Boknesstrand (ou Boknes) est situé à l'embouchure de la rivière Boknes à 19 km au sud-est d'Alexandria et à 4 km à l'est de Cannon Rocks.

## Démographie
Selon le recensement de 2011, Boknesstrand compte 318 habitants (92,14 % de blancs, 2,52 % de noirs et 1,89 % de coloureds). 
L'afrikaans est la langue maternelle principale de la population locale (73,9 %) devant l'anglais sud-africain  (23,90 %).

## Historique
Il existe plusieurs théories sur l'origine du nom « Boknes ».  À l'origine, le lieu semble s'appeler « Bocna » (« rivière du père » en langue khoïkhoï) ou « Bokenax » avant d'évoluer en Bakanas puis finalement Boknes.
Le village de Boknesstrand a vu le jour lorsque Daniel Scheepers, propriétaire de la ferme d'origine appelée Boknes, a engagé un géomètre pour arpenter sa propriété et la diviser en 22 lots le long de la rivière Boknes.
En 1938, le professeur Eric Axelson découvre enfoui dans le sable, à proximité de Boknes, d'importants fragments du Padrao qui avait été planté par Bartolomeu Dias en mars 1488 sur le promontoire de Kwaaihoek.

## Tourisme
Une réplique du Padrao de Dias (surnommée le « Baken ») construite en 1944 et édifiée sur son emplacement d'origine, est accessible depuis Boknesstrand. En novembre 1995, le président portugais Mario Soares a été le premier chef d’État étranger à venir sur le site.